# Ste-Jeanne-d’Arc (Nizza)

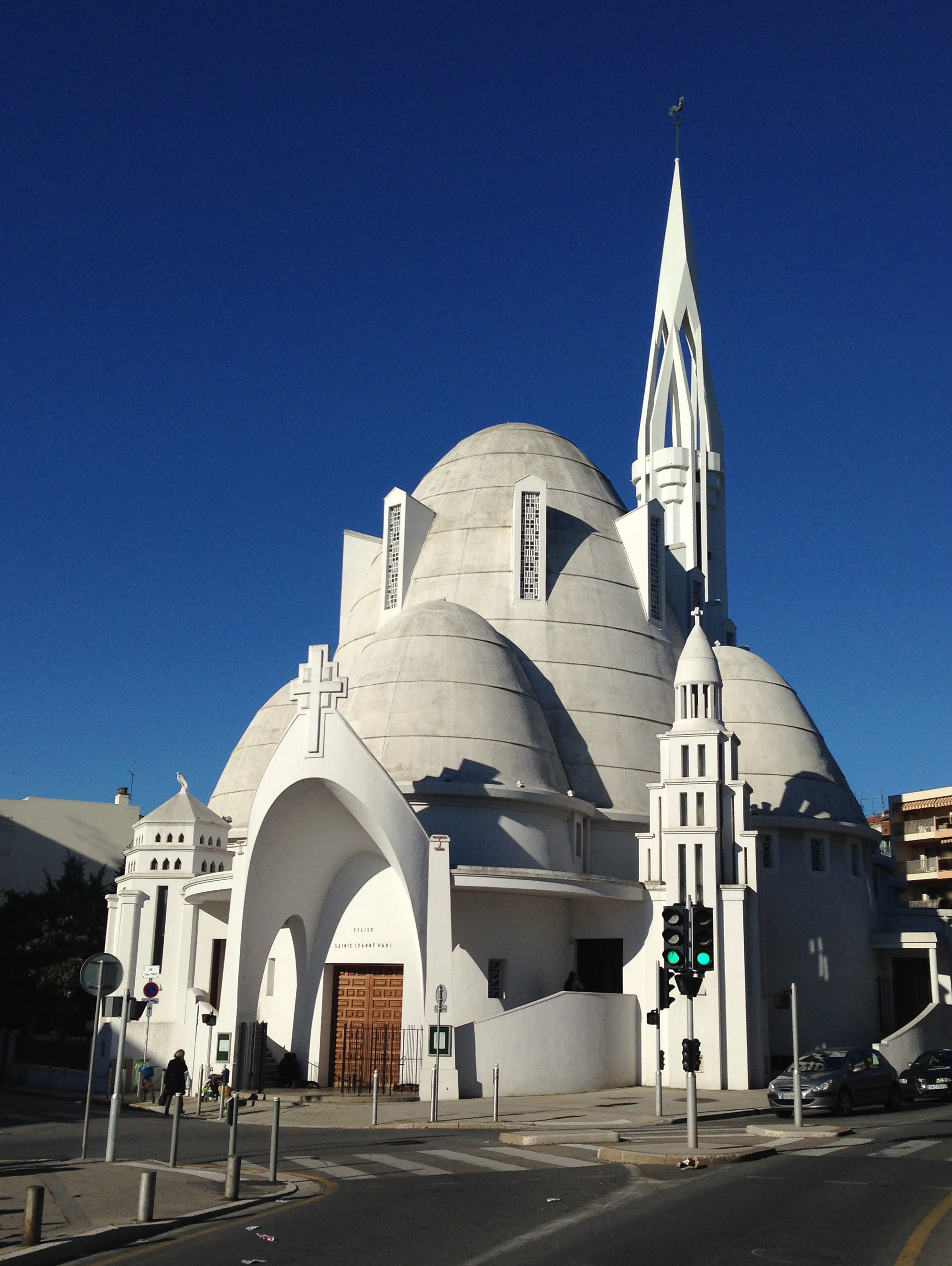
Ste-Jeanne-d’Arc (Nizza)

Die Kirche Ste-Jeanne-d’Arc ist eine römisch-katholische Kirche in der südfranzösischen Stadt Nizza. Das Gebäude steht seit 1992 als Monument historique unter Denkmalschutz.

## Lage und Patrozinium
Die Kirche befindet sich nördlich der Bahnlinie Nizza Hbf – Ventimiglia im Viertel Saint-Lambert (Avenue Saint-Lambert Nr. 86). Sie ist zu Ehren der heiligen Jeanne d’Arc geweiht. Die Kirche gehört zur Pfarrei Paroisse Saint-Jérôme.

## Geschichte
Nach einem ersten vergeblichen Baubeginn 1914 baute der Architekt Jacques Droz (1882–1955) von 1926 bis 1933 die Kirche in Spannbeton. Sie besteht aus 11 Kuppeln. Drei Hauptkuppeln werden von 8 kleineren Kuppeln getragen. Daneben steht ein 60 Meter hoher Campanile. Die Kirche wird dem Art déco zugerechnet.

## Ausstattung
Das Kircheninnere ist mit Statuen von Carlo Sarrabezolles (1888–1971) und Fresken von Eugene Klementieff (1901–1985) ausgestattet.